# Villa Vásquez

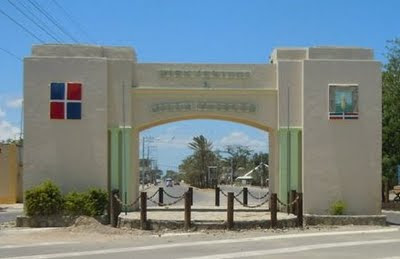
Arco da Villa Vasquez

Villa Vásquez é um município da República Dominicana pertencente à província de Monte Cristi.
Sua população estimada em 2012 era de  habitantes.